# Reichersberg
Reichersberg est une commune autrichienne du district de Ried im Innkreis en Haute-Autriche.

## Géographie
Reichersberg est situé à une altitude de 347 m. La commune s'étend sur 6,5 km du nord au sud et sur 6,5 km d'ouest en est. La superficie totale de la commune est de 21 km2. 11 % est boisée, 72 % du domaine communal est utilisée pour l'agriculture.

## Histoire
L'actuel monastère de Reichersberg a été fondé en 1084 par Wernher de Reichersberg et sa femme Dietburga. Ce dernier voulait en faire sa résidence. Au XIe siècle, après la mort de son fils unique, Wernher de Reichersberg transforma sa propriété en un monastère.
Après un incendie majeur au XVIIe siècle les bâtiments du couvent ont pris leur forme baroque actuelle.
La ville fut sous domination bavaroise jusqu'en 1779 puis devint autrichienne à la suite de la signature du traité de Teschen le 13 mai 1779.
Reichersberg fut le chef-lieu de la prévôté éponyme.
Pendant les Guerres napoléoniennes la ville et son monastère redeviennent à nouveau brièvement bavaroises avant d'être à nouveau rattachées à la ville de Reichersberg en 1816 après le traité de Vienne.
Après l'annexion de l'Autriche au Reich allemand le 13 mars 1938, la ville faisait partie du Gau Oberdonau. De 1940 à 1945 une école aérienne a été installée dans le monastère, mais ce dernier n'a pas été dissous.
Après 1945 elle réintègre la Haute-Autriche.
Depuis sa fondation le monastère a toujours été occupé par les moines de l'ordre des augustiniens.

## Personnalités liées à la commune
- Wernher de Reichersberg, fondateur de l'abbaye et de la ville de Reichersberg.
- Karl Stephan (1700 - 16 avril 1770) prévôt de Reichersberg de 1752 à sa mort en 1770[1]